# Paraplotosus albilabris
Paraplotosus albilabris is een straalvinnige vissensoort uit de familie van koraalmeervallen (Plotosidae). De wetenschappelijke naam van de soort is voor het eerst geldig gepubliceerd in 1840 door Valenciennes.